# Quebrada Malpaso
La Quebrada Malpaso es la corriente de agua más importante del noroccidente de Medellín; posee la cuenca más grande y el recorrido más extenso de dicha zona. Nace a una altitud de 2580 m s. n. m.  en el Alto El Yolombo en San Cristóbal; donde al llegar a la zona urbana de Medellín se adentra en la comuna de Robledo  por donde recorre numerosos barrios, bordeando luego el Cerro El Volador, haciendo este que cambie de dirección. En este sector recibe las aguas de su principal afluente, la quebrada El Chumbimbo que recoge a la quebrada Moñonga. Continúa por este lugar hasta inmediaciones del barrio El Progreso en Castilla, donde se le construye una cobertura que posteriormente se sitúa sobre la calle 73 en el Barrio Caribe y llega hasta su desembocadura en el Río Medellín al frente de la Universidad de Antioquia a 1455 m s. n. m..

## Cauce y hechos históricos
La quebrada Malpaso posee una longitud de 6,7 kilómetros, tiene su fuente cerca al nacimiento de la Quebrada La Madera,  y en la zona rural, sus aguas son usadas para el consumo doméstico; dentro de la ciudad, recorre casi el centro geográfico de la comuna de Robledo, siendo en esta comuna es un gran referente ambiental, debido a que en sus márgenes se encuentran especies vegetales y animales importantes.
En la historia del poblamiento de Robledo, fue necesaria, debido a que de allí se sacaba agua para las actividades de la comunidad cuando empezó el asentamiento en la comuna. Los barrios Aures y Pilarica, de manera especial, han tenido bastante conexión histórica con esta quebrada debido a los servicios ambientales que allí se encuentran.
Sin embargo la principal problemática ambiental que posee es la invasión de su lecho y áreas de retiro, lo que ha disminuido en algunos tramos la capacidad hidráulica del cauce causando inundaciones en tiempos de fenómeno de La Niña, como en julio de 2008 que una avenida torrencial destruyó parte del barrio Aures.
El 27 de marzo de 2018, la quebrada Malpaso presentó una de sus crecidas históricas más impresionantes, afectando el barrio Aures en gran medida, arrastró en sus enfurecidas aguas a varios habitantes del sector, hubo pérdidas humanas sumadas a pérdidas económicas millonarias.
Este panorama contrasta también con algunos tramos que poseen una excelente cobertura vegetal como el ubicado entre los barrios Pilarica y Bosques de San Pablo; además de los parques lineales de Bello Horizonte y El Buen Paso en Aures, esta cuenca a su vez es una de las menos contaminadas del sector.
La zona donde se encuentra con el Cerro El Volador es la que más abundancia de aves posee en este parque natural metropolitano. 
La cuenca de la Malpaso limita con la de las quebradas La Madera al occidente, La Quintana al norte, La Iguaná al sur y el Río Medellín al oriente. 

### Afluentes
La quebrada Malpaso cuenta con varios afluentes entre los que se destacan las quebradas El Chumbimbo-Moñonga (principal tributaria), La Verde, La Clara, El Paso, San José, Buena Vista, El Retorno, Peladero y El Charquito.